# Kryptogamer
Kryptogamer, vetenskapligt namn Cryptogamae, är en föråldrad taxonomisk grupp levande organismer (svampar, växter, bakterier) som sprider och förökar sig med sporer. De saknar helt ståndare och pistiller. Linné kallade alla växter som saknade ståndare och pistiller för kryptogamer (som betyder "hemligt gifta"). Exempel på kryptogamer är mossor, svampar, lummerväxter och ormbunksväxter. Hela växtriket delades således in i kryptogamer och fröväxter (fanerogamer). Benämningen representerar inte längre någon taxonomisk gruppering, och det är en mycket heterogen grupp.
Kryptogamerna kallades också sporväxter, men det begreppet var missvisande eftersom även fröväxternas han- och honorgan bildas ur sporer (pollen bildas av mikrosporer och embryosäck) (arkegon hos gymnospermer) ur makrosporer). Hos kryptogamerna ("sporväxterna") däremot är det sporerna själva som sprids.
Begreppet kryptogamer härrör från den tid då man till växtriket förde alla organismer som inte hade egen rörelseförmåga.

## Ekologi
Liksom fröväxter bildar kryptogamer (svampar undantaget) biomassa genom fotosyntes. De växer sakta, och ofta under svåra förhållanden, som på klipphällar. Många mossor är epifyter. Människor använder sällan kryptogamer, undantaget är vitmossa som utvinns som torv.

## Medlemmar
- Alger
- Levermossor
- Nålfruktsmossor
- Bladmossor

Kärlväxter som sprids med sporer (kärlkryptogamer):
- Lummerväxter
- Ormbunksväxter inklusive Fräkenväxter

Tidigare fördes även svampar och lavar hit, men dessa tillhör numera svampriket och inte växtriket. Vissa alger, till exempel brunalger och guldalger, räknas inte heller längre till växtriket.

## Galleri

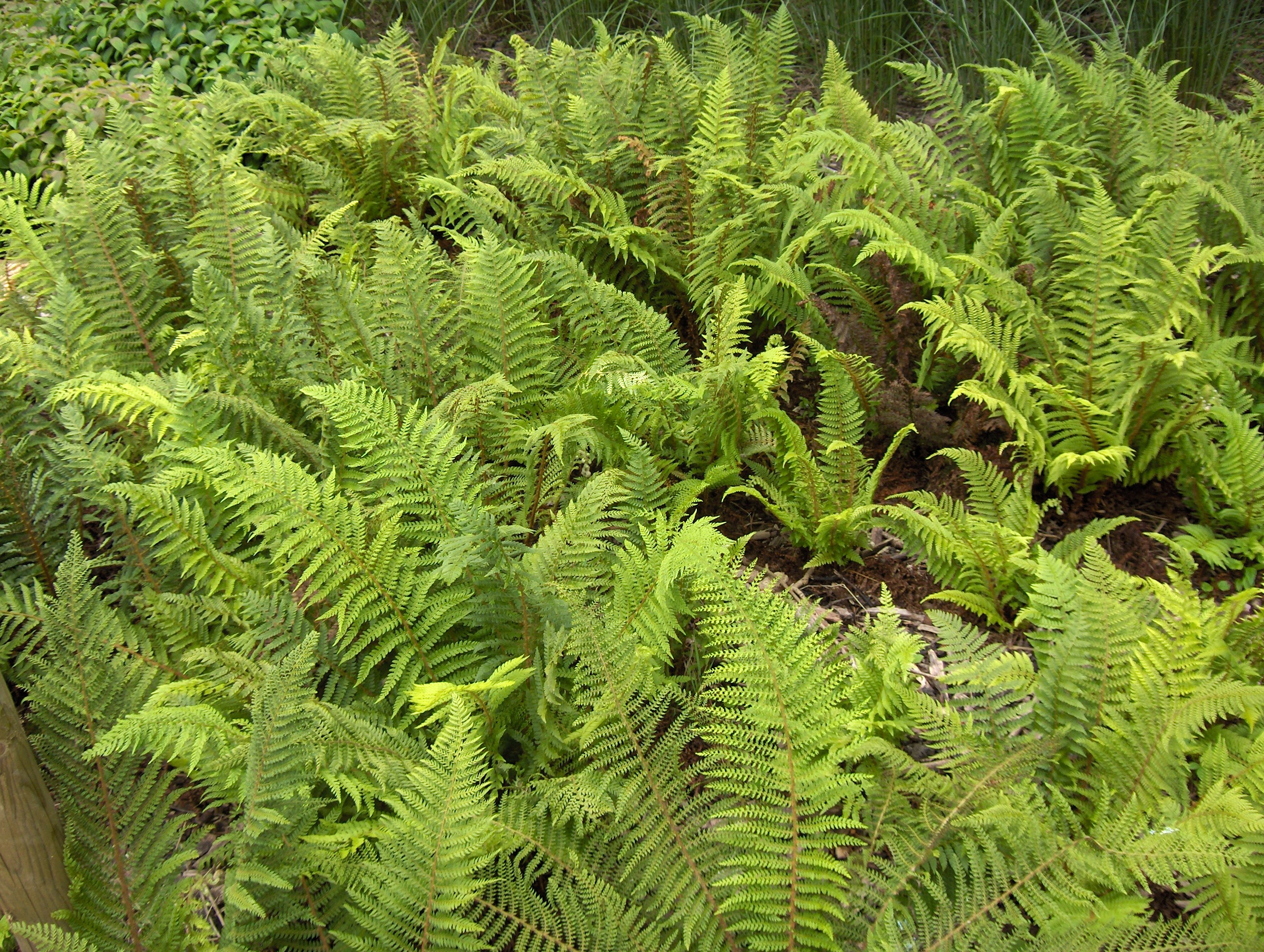
Polystichum setiferum
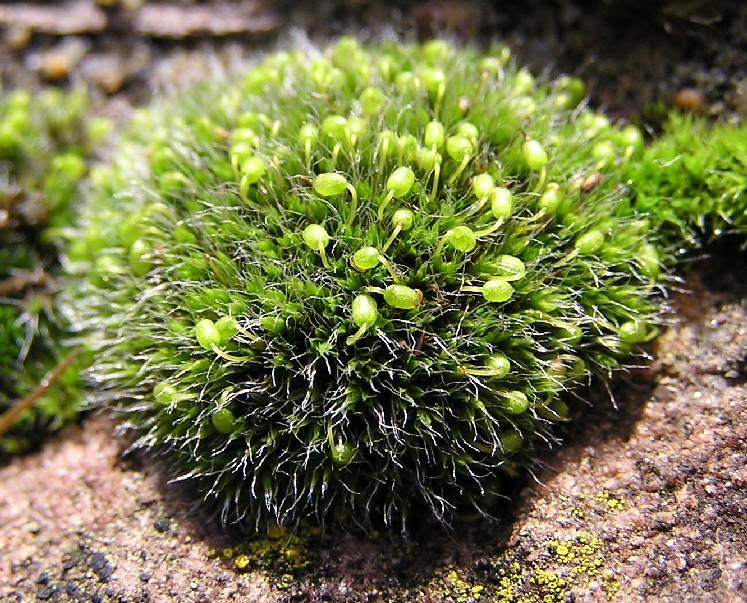
Grimmia pulvinata
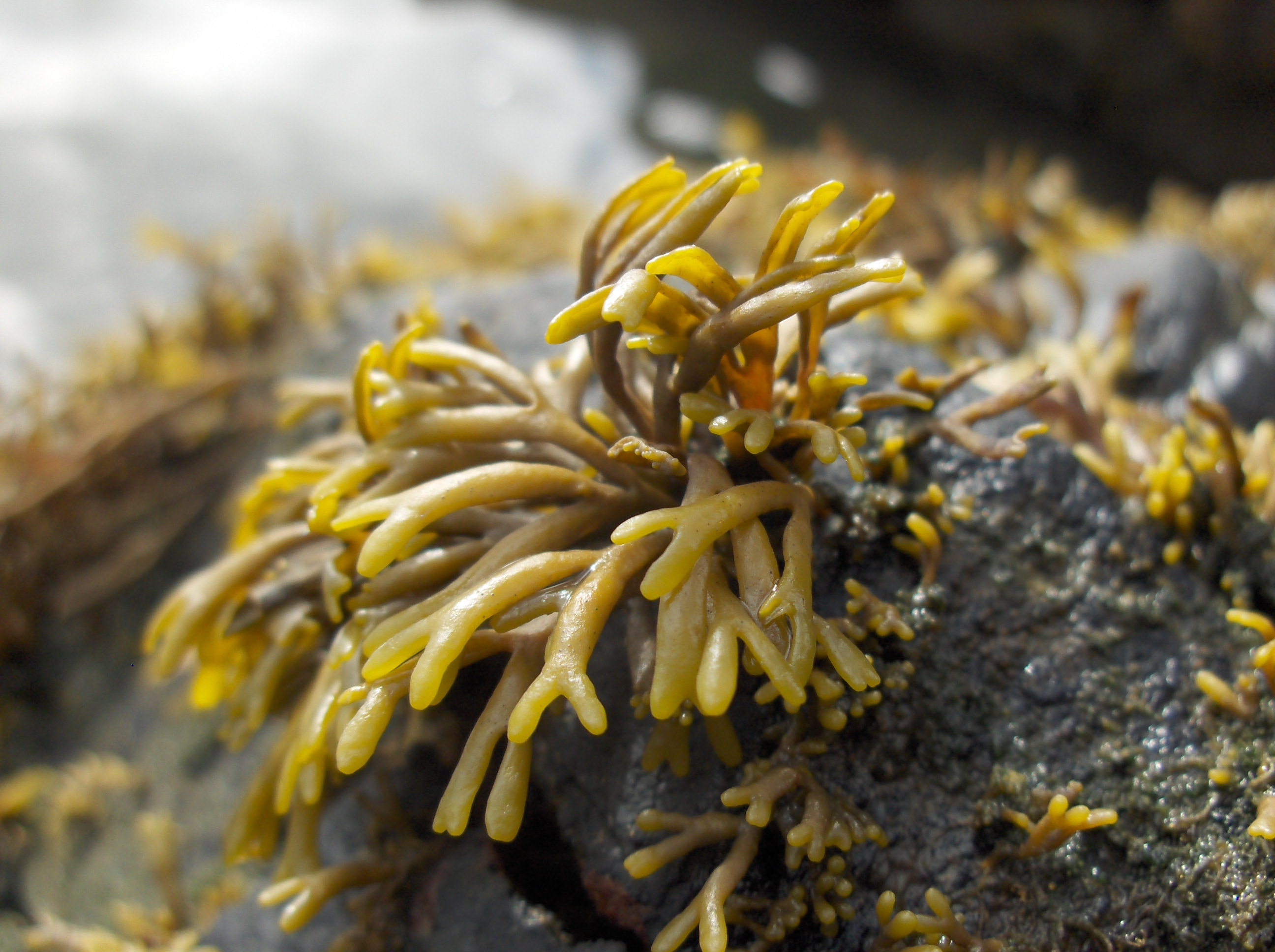
Pelvetia canaliculata
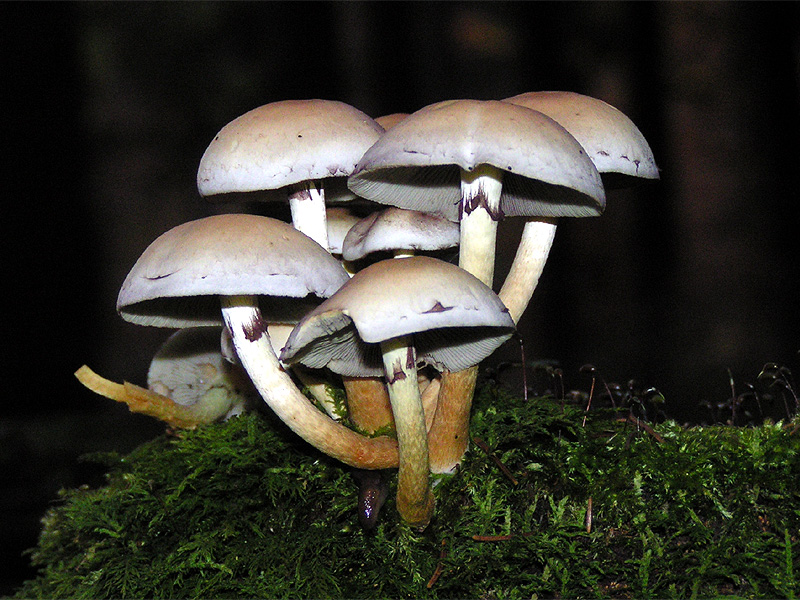
Hypholoma fasciculare